# Allhallows (Kent)
Allhallows is een civil parish in het bestuurlijke gebied Medway, in het Engelse graafschap Kent met 1676 inwoners.

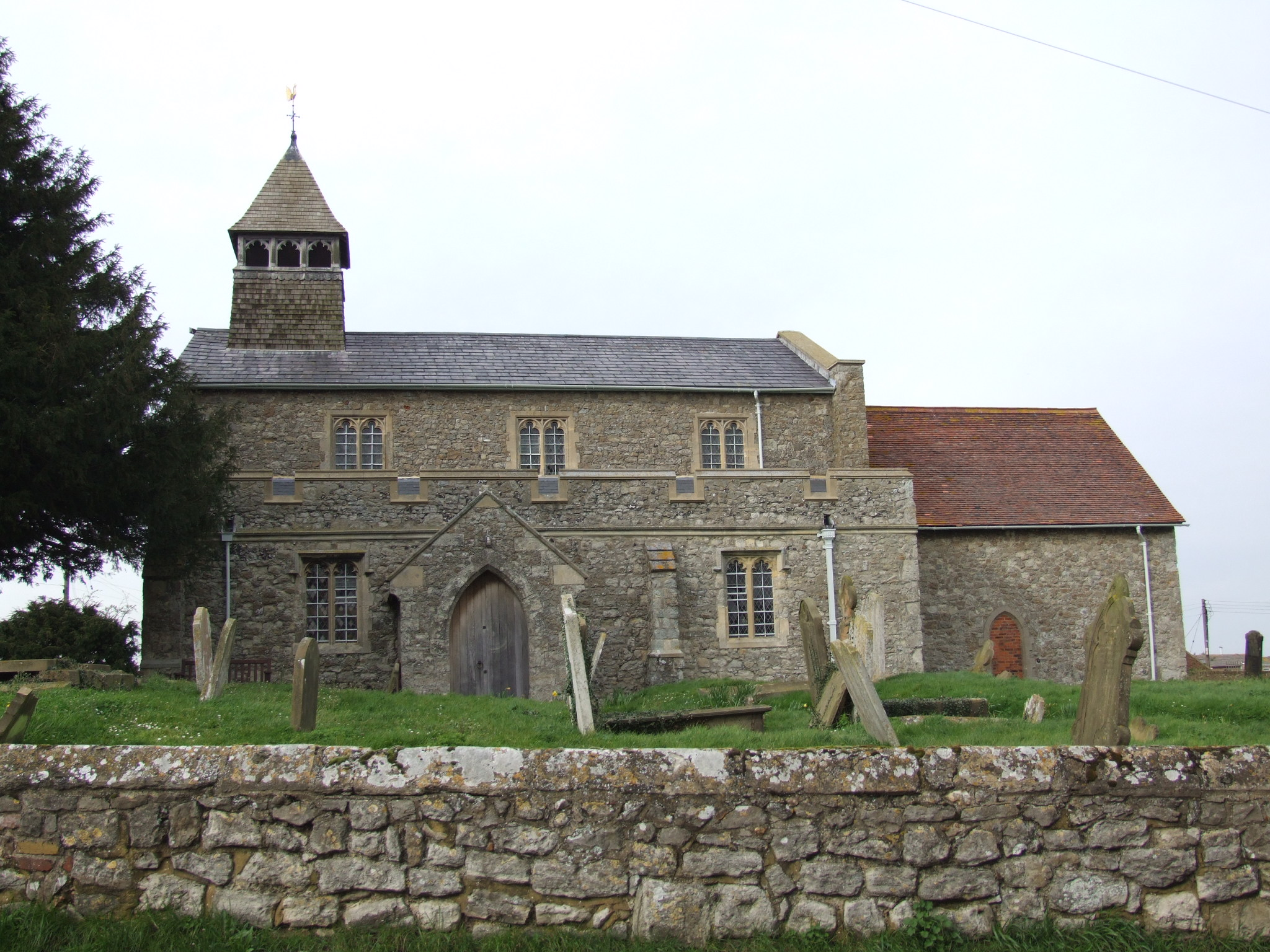
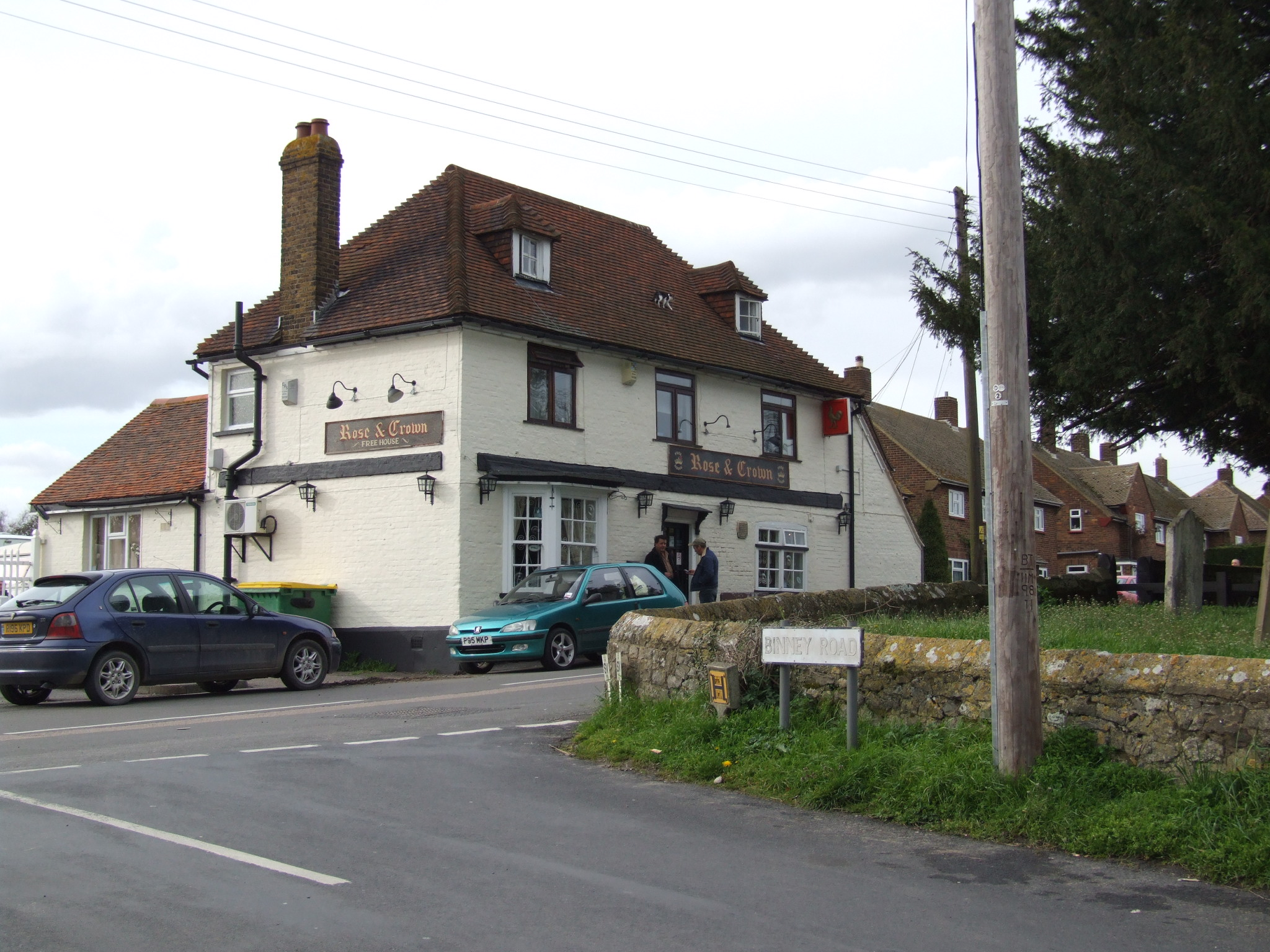